# Taxi en Hongrie

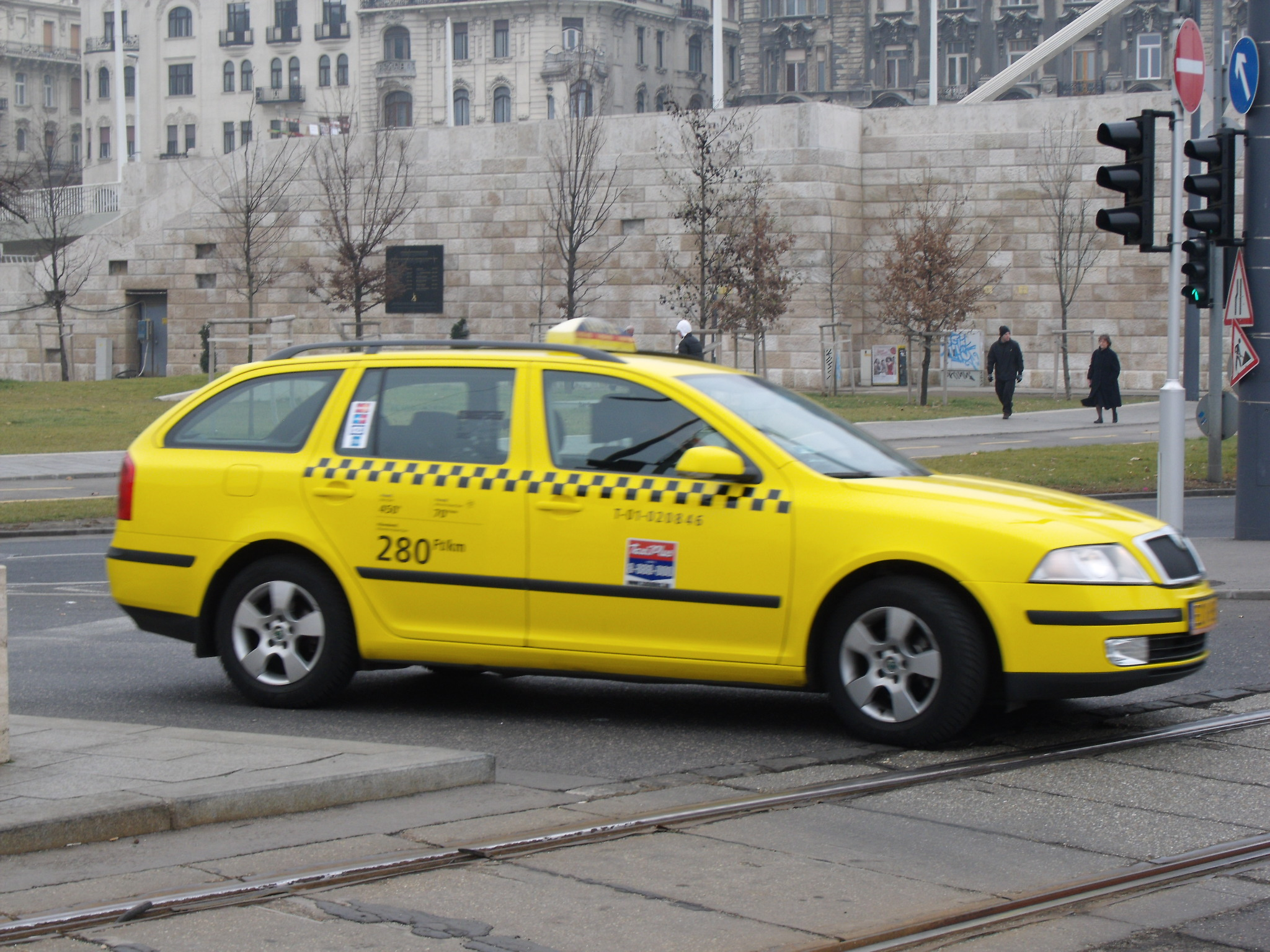
Taxi Skoda Octavia à Budapest.

En Hongrie, le terme taxi est réservé aux véhicules qui peuvent venir chercher des passagers dans les rues et dont le tarif est déterminé au mètre. 

## Réglementation
Depuis 2013, les véhicules de taxi doivent obligatoirement être de couleur jaune.

## Modèles
- Skoda Octavia